# Altos Hornos de Vizcaya

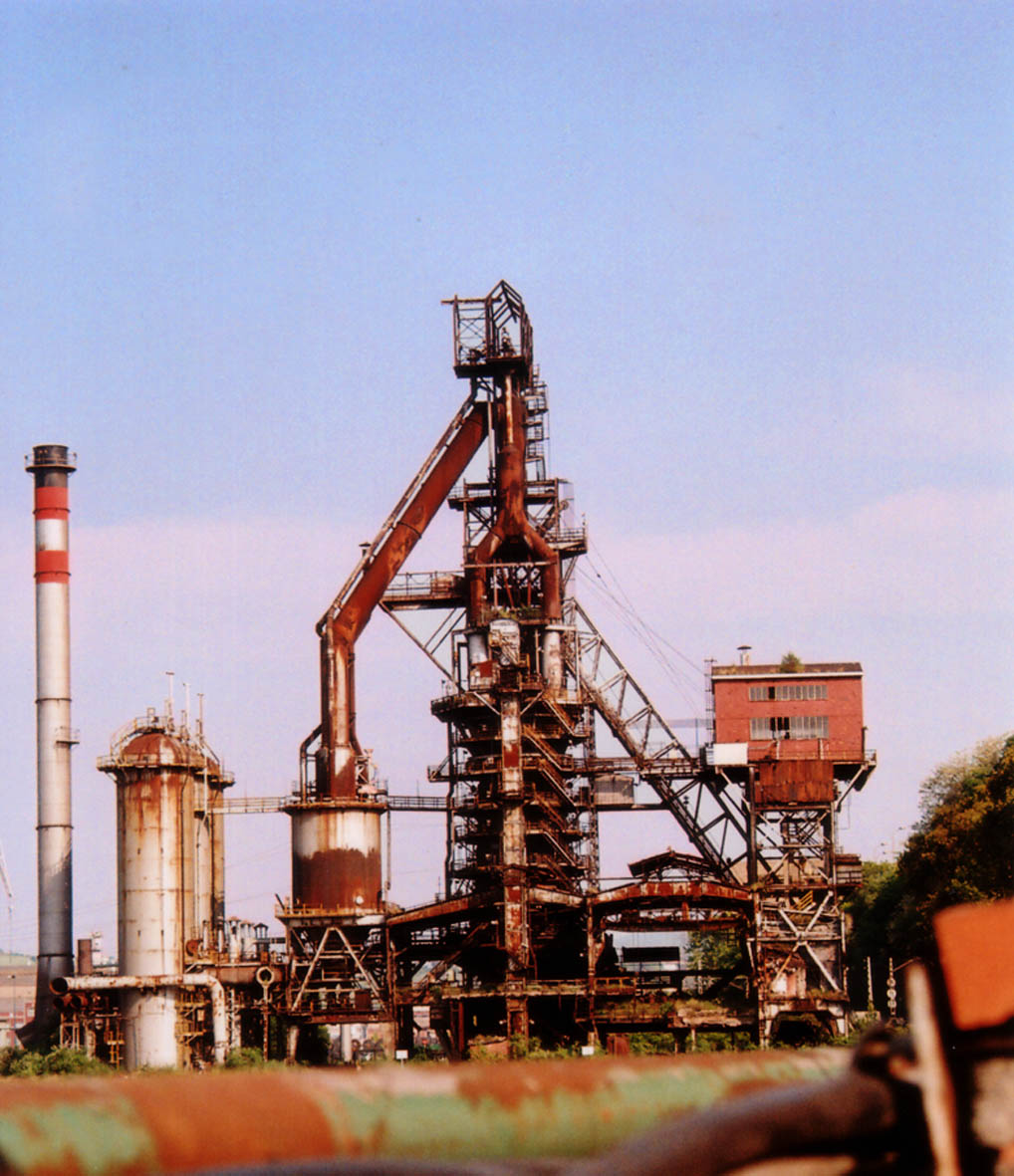
Alt Forn d'AHV, avui abandonat

Altos Hornos de Vizcaya (AHV, en basc Bizkaia Labe Garaiak) fou una empresa creada el 29 d'abril de 1902 a Bilbao de la fusió de tres empreses siderometal·lúrgiques: Altos Hornos y Fábricas de Hierro y Aceros de Bilbao, La Vizcaya i La Iberia, empreses que van anar en augment la seva competitivitat durant tota la dècada anterior exportant ferro i acer biscaí a tot Europa. En la seva fundació era la major empresa del país i el seu emplaçament era a Sestao i Barakaldo, proper als jaciments de ferro, amb port de mar i d'alta tradició metal·lúrgica.
La creació de AHV i la posterior substitució del carbó vegetal pel carbó de coc de major poder calorífic, impulsaria el comerç: exportació d'acer i importació de coc, estimulant la creació de vaixells d'acer i vapor. A conseqüència es van crear noves drassanes (Drassanes del Nervión, Companyia Euskalduna).
AHV subministrava acer però requeria mineral, mà d'obra, eines i una extensa xarxa ferroviària el que va generar la gran industrialització de Biscaia i la diversificació de les empreses. Per la fàbrica de Barakaldo, els minerals procedien de la zona de Triano, i arribava en ferrocarril, i el mineral de la fàbrica de Sestao provenia de las mines de Galdames.
Després de la Guerra civil espanyola, en quedar la indústria basca gairebé intacta, serveix com destinació atractiva per a l'èxode rural i el desenvolupament econòmic de la zona, convertint El Gran Bilbao en un dels majors nuclis urbans d'Espanya. A causa de la reconversió industrial, de finals de la dècada de 1970, el 1978 Altos Hornos del Mediterráneo va haver de passar al sector públic. El 1979 es van fer els primers intents seriosos d'abordar un pla de reestructuració a la Siderúrgia Integral estil europe, que va arribar a la conclusió que l'única solució tècnica acceptable per aplicar la reestructuració del subsector era tancar les capçaleres d'Altos Hornos del Mediterráneo i Altos Hornos de Vizcaya. Com a conseqüència de l'execució "Plan de Competitividad Conjunto AHV - Ensidesa", el desembre de 1994 té lloc la constitució del grup CSI, (Corporación Siderúrgica Integral), la reorganització de la qual dona lloc el 1997 a la creació de Aceralia Corporació Siderúrgica, actualment secció del grup Arcelor. Avui dia, després d'una reconversió i canvi de nom a Acería Compacta de Bizkaia, segueix produint acer mitjançant la tecnologia CSP tenint una capacitat propera als 3 milions de tones.